# Garronite
La garronite è un minerale, un silicato (tettosilicato) del gruppo delle zeoliti. 
Fu nominata Garronite dal geologo britannico G.P.L. Walker (1926-2005) che la chiamò con lo stesso nome del luogo dove l’aveva trovata, nel 1962: Garron in Irlanda del Nord.

## Abito cristallino
La Garronite forma pacchetti densi e compatti di cristalli radianti. Si presenta in amigdale chiare e rotondeggianti che risaltano sul nero della roccia basaltica. La forma radiante dei cristalli raramente si distingue. La superficie di frattura mostra curve concentriche e fessure radiali. I pacchetti cristallini sono semisferici. Il colore dei cristalli è bianco latteo o vetroso opaco. La Garronite non è un minerale appariscente, le amigdale raramente superano 1 cm di diametro.

## Origine e giacitura
La Garronite si forma nelle cavità dei basalti olivinici e dei basalti porfirinici; spesso è associata alla phillipsite. Si trova insieme alle zeoliti con basso contenuto di silice: cabasite, thomsonite e levyna. Non è facile distinguerla dalla thomsonite.

## Località di rinvenimento
Nei basalti dell’Irlanda del nord (Garren), nei fiordi dell’est e dell’ovest dell’Islanda.

## Usi
Minerale d’interesse scientifico e collezionistico.